# Kristin Lehman
Kristin Lehman (Toronto, 3 maggio 1972) è un'attrice e ballerina canadese.
È nota principalmente per i suoi ruoli nelle serie tv Poltergeist, Giudice Amy, Killer Instinct e The Killing. Dal 2013 interpreta il ruolo del detective Angie Flynn nella serie Motive, in onda sul canale canadese CTV.
È sposata con l'attore Adam Greydon Reid da cui ha avuto un figlio.

## Filmografia parziale

### Cinema
- Alaska, regia di Fraser Clarke Heston (1996)
- Al di là del desiderio (Bliss), regia di Lance Young (1997)
- Hemoglobin - Creature dell'inferno (Bleeders), regia di Peter Svatek (1997)
- Le vie della violenza (The Way of the Gun), regia di Christopher McQuarrie (2000)
- The Chronicles of Riddick, regia di David Twohy (2004)
- Il sesso secondo lei (Lie with Me), regia di Clément Virgo (2005)
- The Sentinel - Il traditore al tuo fianco (The Sentinel), regia di Clark Johnson (2006)
- Il mondo di Arthur Newman (Arthur Newman), regia di Dante Ariola (2012)
- The Loft, regia di Erik Van Looy (2014)
- Lie Exposed, regia di Jerry Ciccoritti (2019)

### Televisione
- Il commissario Scali (The Commish) – serie TV, episodio 4x21 (1995)
- Forever Knight – serie TV, 4 episodi (1995-1996)
- Due South - Due poliziotti a Chicago (Due South) – serie TV, episodio 2x18 (1996)
- Kung Fu: la leggenda continua (Kung Fu: The Legend Continues) – serie TV, 6 episodi (1996)
- Oltre i limiti (The Outer Limits) – serie TV, 4 episodi (1996-2001)
- PSI Factor (Psi Factor: Chronicles of the Paranormal) – serie TV, episodio 1x13 (1997)
- X-Files (The X-Files) – serie TV, episodio 5x11 (1998)
- Poltergeist (Poltergeist: The Legacy) – serie TV, 18 episodi (1998-1999)
- Strange World – serie TV, 13 episodi (1999-2002)
- Felicity – serie TV, 4 episodi (2001)
- Go Fish – serie TV, 5 episodio (2001)
- Andromeda – serie TV, episodi 2x13-4x03 (2002-2003)
- Giudice Amy (Judging Amy) – serie TV, 20 episodi (2002-2003)
- Century City – serie TV, 9 episodi (2004)
- Tilt – serie TV, 9 episodi (2005)
- G-Spot – serie TV, 8 episodi (2005)
- Killer Instinct – serie TV, 12 episodi (2005-2006)
- Prison Break – serie TV, episodi 2x10-2x11 (2006)
- Drive – serie TV, 7 episodio (2007)
- Human Target - serie TV, episodio 1x02 (2010)
- Castle – serie TV, episodio 4x05 (2011)
- The Killing – serie TV, 24 episodi (2011-2012)
- Motive – serie TV, 52 episodi (2013-2016)
- Ghost Wars – serie TV, 9 episodi (2017-2018)
- Altered Carbon – serie TV, 8 episodi (2018)
- Midnight Mass, regia di Mike Flanagan – miniserie TV (2021)

## Doppiatrici italiane
Nelle versioni in italiano delle opere in cui ha recitato, Kristin Lehman è stata doppiata da:
- Barbara De Bortoli in X-Files, Castle
- Roberta Greganti in Midnight Mass
- Chiara Colizzi in Altered Carbon
- Giò Giò Rapattoni in The Killing
- Mavi Felli in Killer Instinct
- Laura Romano in Motive
- Deborah Ciccorelli in Grey's Anatomy